# ファミコン風雲児
『ファミコン風雲児』（ファミコンふううんじ）は、池原しげとによる日本の漫画作品。月刊『コミックボンボン』（講談社）にて、1985年から1987年にかけて連載された。単行本は全7巻。

## 概要
連載当時はファミコンブーム真っ只中で、ファミコンを題材とした漫画が数多く登場した。当時、『ファミコン漫画』と呼ばれていた漫画は、作中の登場人物がゲームをプレイして競い合うといった、ゲーム機としては当然の『遊び』の風景を主軸として描くものがほとんどであった。
本作品も大別すればその一つになるが、数あるファミコン漫画の中でも異彩を放つ部分があった。それは、ファミコンがコンピュータの一種であることを強調し、近い将来訪れるであろうコンピュータ社会と関連付けて、多くの情報技術を盛り込みながら話を作り上げていたことである。
作中では、ファミコンだけに限らず、様々な情報技術の描写があり、少年・少女向けにしては非常にマニアックな部分を扱っている。第1巻での『ゼビウス』のプログラム改造のほかにも、2D（ツードライブ）5インチのフロッピーやサブルーチンといったような専門用語、アスキー符号を使った暗号や逆アセンブルによるゲームの解析、音響カプラを使った通信を取り上げるなど、当時のコンピュータの普及具合を考えると、一般には馴染みの薄かった情報技術が作中に多く取り上げられている。
本作品は、そういったマニアックな側面が印象深く捉えられがちだが、少年漫画としての完成度は高い。ワイヤレスコントローラーや携帯型ファミコン、ファミコン通信といったような夢のある小道具や設定が子供心をくすぐり、特に「ドットチェンジ」後のシーンでは、丁寧に描かれたゲーム世界が非常に雰囲気良く、主人公たちがプレイするゲームの魅力を引き出すのに成功している。また、主人公たちが協力して強大な悪に立ち向かうという構図も、単純明快で分かりやすい。随所に散りばめられた、(当時の)先端の情報技術を下地とする近未来的な世界観と、少年漫画の王道ともいえる「友情・努力・勝利」という三大要素が上手く融合した良質な作品であり、同時期に連載されていた『ファミ拳リュウ』と共に人気を博していた。
ゲームボーイ発売後には、同作者の手により、兄弟作品とも言える『ロックンゲームボーイ』の連載が開始され、そちらにも『ファミコン風雲児』のエッセンスが引き継がれている。
現在、単行本は絶版のため入手困難。
本編とは別に、『コミックボンボン増刊号』に掲載されていた『ファミ拳リュウ』との合作があり、単行本化されている。また、『スーパーボンボン』にも外伝作品が1話掲載された。
連載直前～連載初期には、ファミリーベーシックでのプログラミングを解説した『ファミコンBASIC講座』(各単行本巻末に収録済)と、ゲーム攻略テクニックを解説した『ドクター池原のファミコン必勝道場』も数ページ連載していた。

## あらすじ
プログラマーを目指す少年の天竜研（通称ケン） 、五代財閥の御曹司でゲームソフトを収集している五代一馬、電子工作にかけては右に出る者がいない加藤卓也の3人は、コンピューターボーイズ（通称コンボイ、COMBOY）と呼ばれるファミコン少年達であった。コンボイの3人が、ファミコンによる世界征服をたくらむ謎の組織「シャドウ」と、ファミコンを使っての激戦を繰り広げる。

## 登場人物

### コンボイ
天竜研（てんりゅう けん）
通称ケン。プログラマーを目指す少年。幼稚園の時から電子ブロックをいじっていて、ゲームプログラムの解析や改造などが得意。
五代一馬（ごだい かずま）
五代財閥の御曹司。その財力を生かし、ゲームやパソコンなどを収集している。その豊富な知識から、歩くデータベースと呼ばれている。
加藤卓也（かとう たくや）
電子工作の達人。『バンゲリングベイ』専用の4人同時対戦システムや携帯用ファミコンを自作したりと、とても子供とは思えない腕前を発揮する。
立花桃子（たちばな ももこ）
一馬の隣の家に引っ越してきたピアニストを目指す少女。その正体はコンボイ始末のために送られた、シャドウのトップエージェント「008（ダブルオーエイト）」号。円舞撃という技を使う。コンボイとの対戦の後にシャドウの催眠が解け、コンボイの一員となる。
シャーロック＝エドワード
パソコン通信で一馬が知り合ったアメリカの少年。FBIの特務捜査官で、昔は天才ハッカーと呼ばれていた。

### シャドウ
ドクター444（スリーフォー）号
ロボットゲーマー「キングゴリラ」を使い、子供たちにファミコン本体を賭けたファミコン勝負を挑んでいた。コンボイとの対決に一度敗れるも、フリークスーツを開発して再度挑戦する。
キングゴリラ
シャドウの技術を結集して作られたロボットゲーマー。逆電波でゲームのプログラムに異常を引き起こし、自分を有利な展開にする技を使っていた。
不亜彌魂坊（ふあみこんぼう）
発売前だった「スターフォース」の原版カセットをハドソンから奪い、キングゴリラを倒したケンに勝負を挑む。
ジェネラル＝ハッカー
国防庁のコンピュータをハッキングし、中央コンピュータのデータを要求する。コンボイに「バトルシティ」による対決を挑む。
帝苦悩坊（てくのぼう）
不亜彌魂坊の双子の弟。テクノボーイと名乗り、コンピュータフェリー「風雲号」の乗員を操る。兄の屈辱を晴らすため、ケンに「ドルアーガの塔」勝負を挑む。
影兄弟
シャドウレーシングチームとして、フリークキッドと共に「ファミコンF1レース グランプリチャンピオンシップ」に参加する。
バッファローサタン
新開発の超LSIチップ「クイーンマリア」を奪い、シャドウに売りつけようと企むハッカー。通信総合センターを乗っ取り、ファミコンから手を引かせようとコンボイに迫る。
ジャッカル
数々のテストを突破して正式エージェント「ナンバー002（ゼロゼロツー）」に任命された、シャドウ＝スクールの優等生。「二月のオーロラ計画」で、宇宙開発の支配を企むがコンボイにより阻止される。その後、コンボイ打倒のためにファミコンセクションの指揮を取る。
影村先生
ジャッカルの部下。コンボイたちのクラスの担任として現れ、ファミコンを取り入れた授業を行う。出留田を使ってケンを追い込み、クラスの子供達の心を支配しようとする。
シャドウボーイズ
シャドウスクールで教育を受けた青影、緑影、黄影という3人の子供達。ケンやコンボイに「影の伝説」で挑戦する。
謎の中国人ゲーマー
シャドウ最強ゲーマー軍団の一員として、不亜彌魂坊、バッファローサタンとともに、デビルステージでコンボイたちと対決する。
柴田あきら
正体はシャドウのエージェント「0013（ダブルオーサーティーン）」。コンボイに近づいて信用を得た後、一緒に乗り込んだシャドウの基地で正体を現す。コンボイを始末して、シャドウのトップ「ミスター＝シャドウ」になることを目標としている。
ミスター0（ゼロ）
シャドウ日本支部長。シャドウのファミコン支配計画が遅れている原因であるコンボイ始末のために、さまざまなエージェントを送り出す。
ドクターオーム
シャドウの開発したコンピュータで催眠術をかけ、人間を操る実験を行っていた。テクノマジックの使い手。
ミスター＝シャドウ
シャドウのトップ。本名ゲイツ。父トリトーンが開発したシャドウコンピュータによって育てられた。自身の半身を機械化して、シャドウコンピュータを搭載している。私利私欲のために争い続ける人類に悲観し、「世界統治プログラム」で、人間に代わってシャドウコンピュータに世界を統治させる計画を立てた。

### その他
マスター
パソコン・ゲームショップ「コスモハウス」の店長。コンボイたちの良き理解者で、協力を惜しまない。
舘さん
関東ゼビウス選手権チャンピオン。コスモハウスのゼビウス大会にゲストとして招かれ、デモンストレーションを行う予定だったが、決勝戦の前にコンボイたちに挑戦され、対決する。
コン太
ケンの弟。ドクター444号のロボット「キングゴリラ」にファミコンを奪われる。
橋さん
シャドウに奪われた「スターフォース」のオリジナルを取り返すため、ケンにスターフォースの全ての秘密を教えるべく特訓を行う。
根津
チャンピオンになりたい一心で、シャドウのドクター444号と接触する。ドクター444号の開発したフリークスーツを着て「フリークキッド」と名乗り、ケンと対決する。
中山一（なかやま はじめ）
中山博士の孫。博士が完成させたプロテクトの検証のため、新薬の研究データを記録した改造版「テグザー」のディスクカードをケンに渡す。
中山博士
開発した新薬をシャドウに狙われ、孫の一と一緒に誘拐される。
出留田（でるた）
勉強が出来るだけの気の弱い子供だったが、影村先生によって勉強もゲームもできる完璧なヒーローとして祭り上げられる。
ダラ＝シン
機械の持つ冷たさを嫌い、世を捨てて山に篭り人知を超える力を身につけた。旧友であるミスター0の頼みで、コンボイたちと対決する。
シャドウスクールのおちこぼれの子供達
シャドウで勝ち残れなかった者が送られる、シャドウスクールの特訓場「ソロモンの穴」に囚われていた子供達。桃子とパソコン通信で連絡を取り、脱走を試みる。
ファミキラー教団
ファミコンが子供達の精神の成長を妨げるものと思い込み、ファミコン文化の壊滅を企む秘密結社。ゲームチャンピオンと呼ばれるコンボイを憎んでいる。
加地（かじ）
ファミコンゲームの世界をロボットで再現した施設「ロボットランド」のメカ主任。子供たちのため様々なロボットを作っていた。「ロボットランド」の閉館を止めさせるため、子供たちを人質に取って立て籠もる。（ファミコン風雲児外伝に登場）
太一
郷巣戸町（ごうすとちょう）に住む、ハッカー＝トリトーンのパソコン通信仲間。
おトキばあさん
占い師。ドクターオームのコンピュータ催眠計画に利用されていた。
ハッカー＝トリトーン
ファミコンの未来のため、シャドウ壊滅を願う謎の人物。シャドウ打倒のために、コンピュータ「ハル」をコンボイに送るなどの援助を行う。
キラー＝クィーン
「アテナ」の回に登場した。シャドウとは関係のない一匹狼だったが、コンボイを倒してトリトーンが送ったコンピュータを奪い、シャドウで最高の地位を得ようと企む。
ディビット＝ホーナー
FBIコンピュータ局捜査官。1人でコンピュータ犯罪をいくつも解決してきた。

## 本誌掲載時と単行本収録時の違い

### 第1話の違い
連載時は「バンゲリング・ベイ」の回が第1話となっており、既にコンボイが結成された時点で話が進むが、単行本第1巻には前日談である「コンボイ誕生! ゼビウス大激戦の巻」が冒頭に挿入されている。

### 未収録
『コミックボンボン』の単行本は、最後まで出版されないものも多かったが、『ファミコン風雲児』は幸いにも最終話を含んだ単行本が出版され、無事完結した。しかし、最終巻(第7巻)だけは、単行本ページ数の都合上か規定ページ内に収まるように話が再構成されて収録されたため、本誌掲載時とは異なる展開になっている。第7巻において変更、もしくは未収録となった回は、次の通り。
- ドクターオームの実験場に乗り込む前に『うっでいぽこ』に挑戦する回がカットされ、そのまま『レリクス 暗黒要塞』へ挑戦する流れに変更。
- 『ハオ君の不思議な旅』の回で一部のコマ・ページがカット。
- キラー＝クィーンとサッカーボール型のコンピュータ「ハル」を完成させるための部品を賭けて対決した『アテナ』の回がカットされ、そのまま「ハル」が完成。

また、『スーパーボンボン』創刊号に掲載された『ファミコン風雲児外伝』（『ポケットザウルス 十王剣の謎』の回）も単行本には収録されていない。

## ファミコン風雲児 対 ファミ拳リュウ
本作品とほしの竜一『ファミ拳リュウ』とのクロスオーバー作品。同時期に連載されていた、ファミコン漫画の夢の競演として、『コミックボンボン増刊号』に掲載された。
単行本は全2巻。
1つのストーリーを基に、それぞれの作品の登場人物が中心となって話が進むパートと、両作品の登場人物が同時に登場するパートに分かれている。特に同時登場のパートでは、ひとつのページの中にテイストの異なる作者の絵柄が混在する状態となっている。